# Шашки
Ша́шки, або да́мки — настільна гра.
Існує багато різновидів шашок. У більшості з них гра ведеться на клітинковій дошці, гравці почергово роблять хід, пересуваючи одну зі своїх шашок по діагоналі. Шашка може перестрибнути через шашку суперника, якщо за тією є вільне поле. При цьому шашка суперника знімається з дошки. Бити фігуру в шашках обов'язково. Під час гри не можна вживати їжу або напої. При досягненні шашкою останнього ряду вона стає дамкою. Дамка може рухатись по діагоналі, в одному напрямі, і пройти велику кількість кліток. Гра ведеться до повного знищення сил суперника. Якщо такого знищення досягти неможливо, реєструється нічия.
В Україні поширені російські і міжнародні (стоклітинкові) шашки.
Українські гравці Ісер Куперман, Ольга Левіна і Дарія Ткаченко ставали чемпіонами світу з міжнародних шашок, Ольга Рейніш була чемпіонкою світу з російських шашок, Ростислав Лещинський був чемпіоном Європи 1977 року з міжнародних шашок.

## Історія гри
В Україні були відомі під назвою «варца́би» (від чеськ. vrhcaby через пол. warcaby), «дамки» (від фр. dames).

## Види шашок

### Російські шашки
Гра в російські шашки ведеться на шахівниці. У початковій позиції кожен із суперників має по 12 шашок, які розташовуються на чорних полях дошки на першому, другому й третьому рядах (білі) і шостому, сьомому, восьмому рядах (чорні). Першими ходять білі. При кожному ході гравець повинен перемістити одну шашку, пропускати ходи не можна. При ході шашка переміщається на незаповнене поле по діагоналі на одну клітинку і тільки вперед. Якщо перед шашкою стоїть шашка протилежного кольору, а поле за нею вільне, то шашка може перестрибнути через шашку суперника. Шашка, через яку перестрибнули, знімається з дошки після завершення ходу. Це називається побити шашку. Перестрибнувши одну шашку, шашка може перестрибувати далі, якщо є така можливість. За правилами гри, якщо гравець має можливість побити шашку суперника, то він зобов'язаний це зробити — бити обов'язково. Якщо можливостей побити шашку суперника кілька, то гравець може використовувати будь-яку з них.
У російських шашках шашка б'є назад, хоча ходити назад не може.
Досягши останнього ряду шахівниці, шашка стає дамкою. Дамка може переміщатися на будь-яку кількість клітинок по діагоналі, як уперед, так і назад. Це ж стосується можливості побиття. Якщо, перестрибнувши через шашку суперника, є можливість продовжити побиття, то вона зобов'язана це зробити.
Якщо шашка потрапляє на дамкове поле в процесі побиття, то вона негайно ж стає дамкою і рухається далі вже як дамка.
Перемагає в партії той, кому вдалося побити всі шашки і дамки суперника, або коли суперник не може здійснити хід (усі шашки і дамки суперника, що залишилися, заблоковані шашками іншого гравця).
Якщо впродовж 15 ходів не було здійснено жодного побиття, то гра вважається нічиєю. Гравці можуть погодитися на нічию раніше, якщо не бачать перспектив перемоги.

### Стовпові шашки[ru]

Партія у стовпові шашки

Стовпові шашки (вежі, стовпи, багатоповерхові шашки, тури, «стовпчики», «колонні шашки» і навіть «китайські шашки», англ. column draughts, russian towers) — різновид шашок, відомий в Росії з XIX століття, в якій гра ведеться за звичайними шашковими правилами, але з тією відмінністю, що побита шашка не видаляється з ігрового поля, а забирається під ударну фігуру (шашку або вежу).
Утворені при цьому вежі пересуваються по дошці, цілком «підкоряючись» верхній шашці. При взятті вежі з неї знімають тільки верхню шашку. Якщо під верхньою виявляється шашка іншого кольору, ніж знята в результаті бою, то вежа стає вежею суперника. Правила ходів простих шашок і дамок відповідають правилам російських шашок.
У 1899 році в київському журналі «Шашки» П. М. Бодянського надрукована стаття В. П. Левицького «Різновиди шашкової гри» з описом гри «вежі або тури»: «… це надзвичайно цікава і важка гра, багато важче звичайної. Недолік той, що партія іноді триває дуже довго, зустрічаються партії в 100 і більше ходів. Правила ті ж, що і в звичайній грі в „міцні“. Різниця в тому, що взята шашка не знімається з дошки, а ставитися під ту, що взяла, тому утворюються стовпчики або вежі…» Журнал «Шашки» знайомив читачів з вежами в розділі «Різновиди гри». Повідомлялося про зіграні матчі, приведені партії по листуванню, завдання В. П. Левицького. У номері за 1901 рік було повідомлення: «… В Юрбурзі майже щодня грають також у вежі. До любителів різновиду шашкової гри належать тут, крім В. П. Левицького, також Чернишов і Балаєв».
Видатним пропагандистом стовпових шашок в Україні є Григорій Андрійович Рудницький (Сімферополь) — краєзнавець, знавець і дослідник творчості Тараса Шевченка, спортивний журналіст, чемпіон України (1986, 2010) з шашкової композиції. Редаговані ним відділи «Шашковий глобус» в газетах «Кримська правда», «Кримська світлиця» (1965—2014) публікували завдання і партії в стовпові шашки.
На основі російських стовпових шашок, але за правилами англійських шашок, чемпіон світу з шахів Емануель Ласкер розробив шашкову гру «Ласка» і в 1911 році опублікував її опис. Ласкер показав, що вежі можуть бути тільки «двошаровими»: тобто не може бути чергування кольорів. Він також показав, що в процесі гри кількість ігрових фігур або залишається постійним, або убуває. Стовпові шашки являють собою цікавий об'єкт для математичних наук: комбінаторики, теорії парних ігор з нульовою сумою та ін.
Аналітичний і ігровий інтерес становлять також стовпові піддавки і стовпові двоходові шашки.

### Ласка (шашки Ласкера)

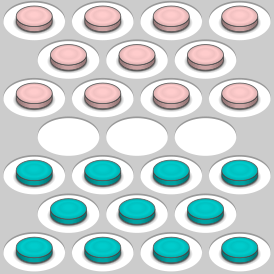
Дошка та початкова позиція для гри в ласку

Емануїл Ласкер познайомився з вежами (стовповими шашками) ще в XIX сторіччі, беручи участь у шахових турнірах у Москві та Санкт-Петербурзі. За спогадами сучасників, буваючи у Москві, він зупинявся у будинку Давида Івановича Саргіна, відомого історика, дослідника та популяризатора настільних ігор, автора великого дослідження «Давність ігор у шашки та шахи» (1915) обсягом понад 400 сторінок.
До часу знайомства з Е. Ласкером Д. Саргін неодноразово публікував опис стовпових шашок (веж) у шахово-шашкових розділах декількох газет та журналів будучи їх редактором. Д. Саргін звернув увагу, що стовповий засіб взяття шашок може застосовуватися усіма різновидами шашок — англійських, іспанських, італійських, турецьких, міжнародних та ін.
Пізніше у своїй книзі «Настільні ігри народів», яка неодноразово перевидавалася у всьому світі, Е. Ласкер писав, що створюючи гру Ласка, він пересадив дичок гри «Вежі» на старовинне дерево англійських шашок.
Представлення нового різновиду стовпових шашок було на ті часи сильною маркетинговою компанією з використанням бренду в особі діючого чемпіона світу. В 1911 році у широкий продаж в Європі і в США надійшли фабричні комплекти для гри у Ласку, що містять ігрову дошку, набори з шашок 4-х кольорів та буклет з описом правил гри у «Lasca».
Гра ведеться на дошці розміром 7×7 клітин або на спеціальній дошці з 25 осередками з «стільниковим» розташуванням (в «оригінальному» комплекті див. рис.). за правилами англійських шашок (чекерс) із застосуванням «стовпових» правил зміни фігур при взятті. У початковій розстановці використовуються тільки білі та чорні шашки («солдати»), а по досягненню шашками дамкового ряду для позначення дамок («офіцерів») верхня шашка веж у білих замінюється на зелену шашку, а у чорних верхня шашка замінюється на червону.

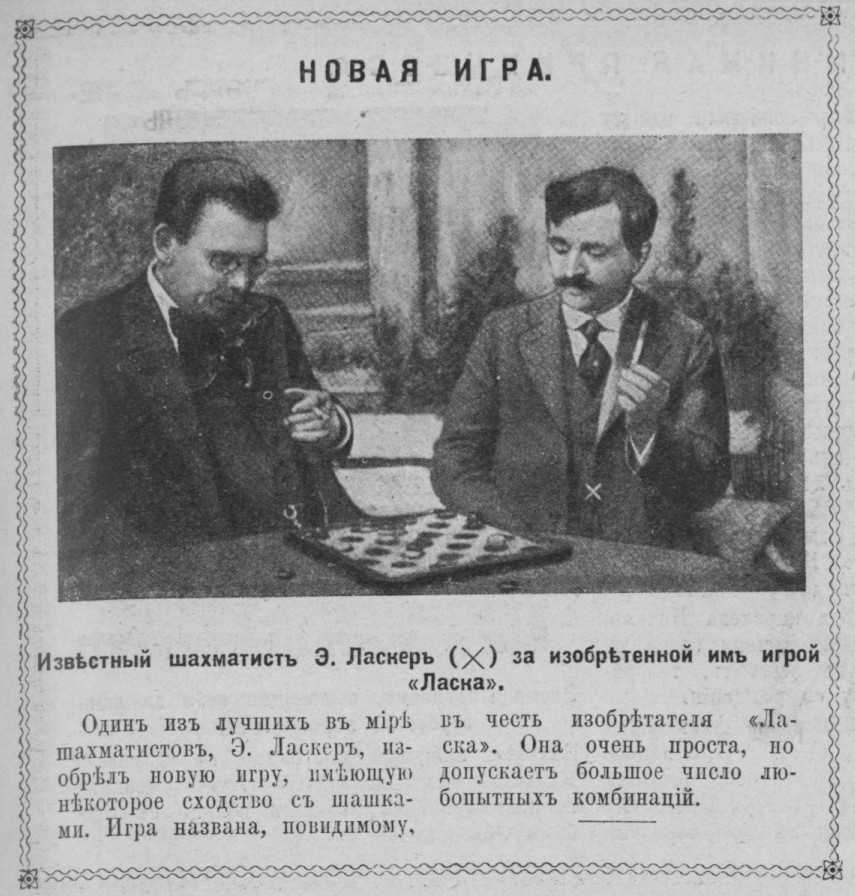
Е.Ласкер грає в винайдену гру "Ласка". — Нова гра // Огонёк : Журнал. — 1911. — № 39. — С. 17.
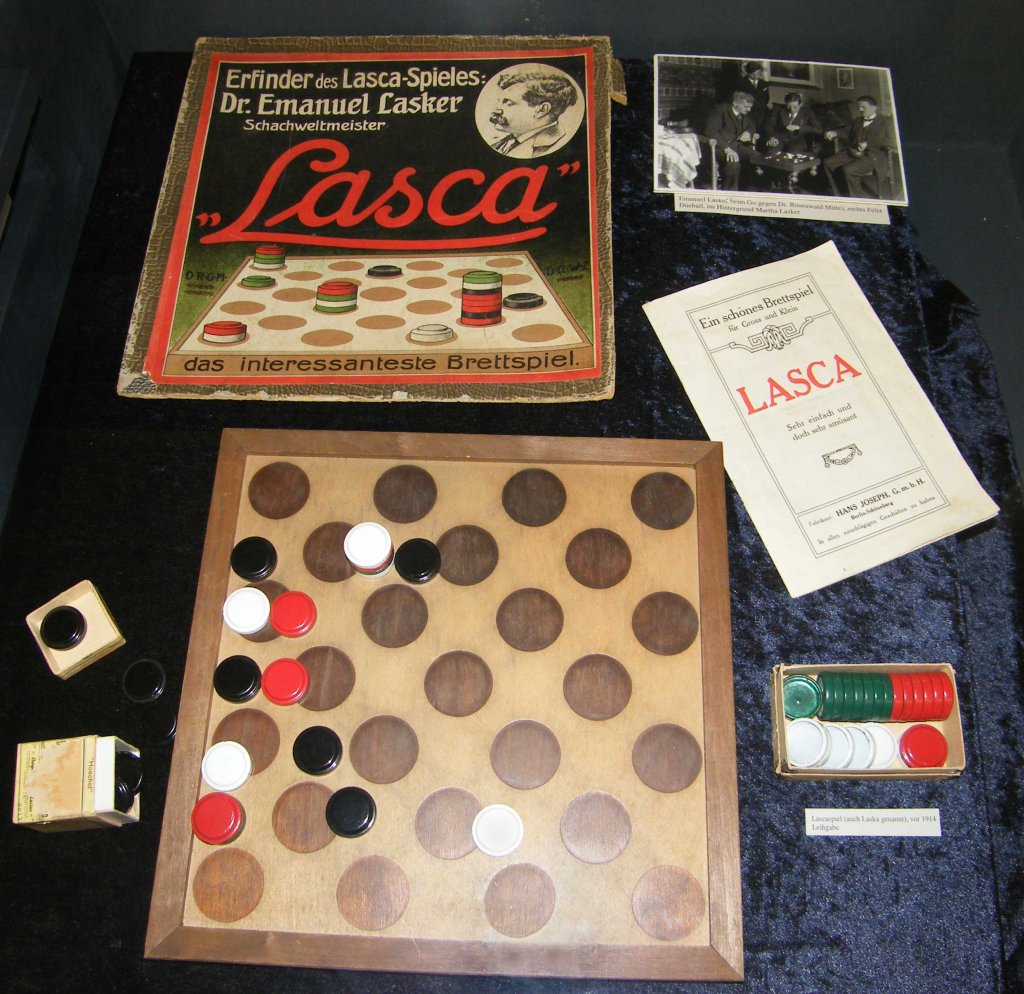
Оригінальний комплект для гри у Ласку, буклет с описом правил гри та коробка
Завдання в Ласку. Білі виграють. (А.Сладков)

### Міжнародні шашки
Гра проходить на дошці розміром 10х10, тому міжнародні шашки називають ще стоклітковими. Для нотації чорні поля пронумеровані від 1 до 50, починаючи зверху. На початку гри шашки розташовуються на полях 1-20 (чорні) і 31-50 (білі). Першими ходять білі.
Загальні правила гри дуже схожі на правила російських шашок, однак є три відмінності.
- Правило більшості — при кількох варіантах побиття гравець зобов'язаний побити максимальну кількість шашок.
- Якщо шашка потрапляє на дамкове поле під час побиття, то вона стає дамкою тільки з наступного ходу.
- Якщо шашка в процесі побиття пройшла через дамкове поле, але була зобов'язана бити далі, зупинившись врешті на недамковому полі, то вона залишається простою шашкою.

Стокліткові шашки з огляду на більший розмір дошки і більшу кількість шашок, а також на специфічні правила, є більш комбінаційними, ніж російські. Однак, для того, щоб упіймати одну дамку суперника гравцеві потрібно чотири свої дамки (в російських шашках вистачає трьох, якщо захоплена велика діагональ), що спричиняє в іграх на високому рівні велику кількість нічиїх.

#### Міжнародні шашки в Україні

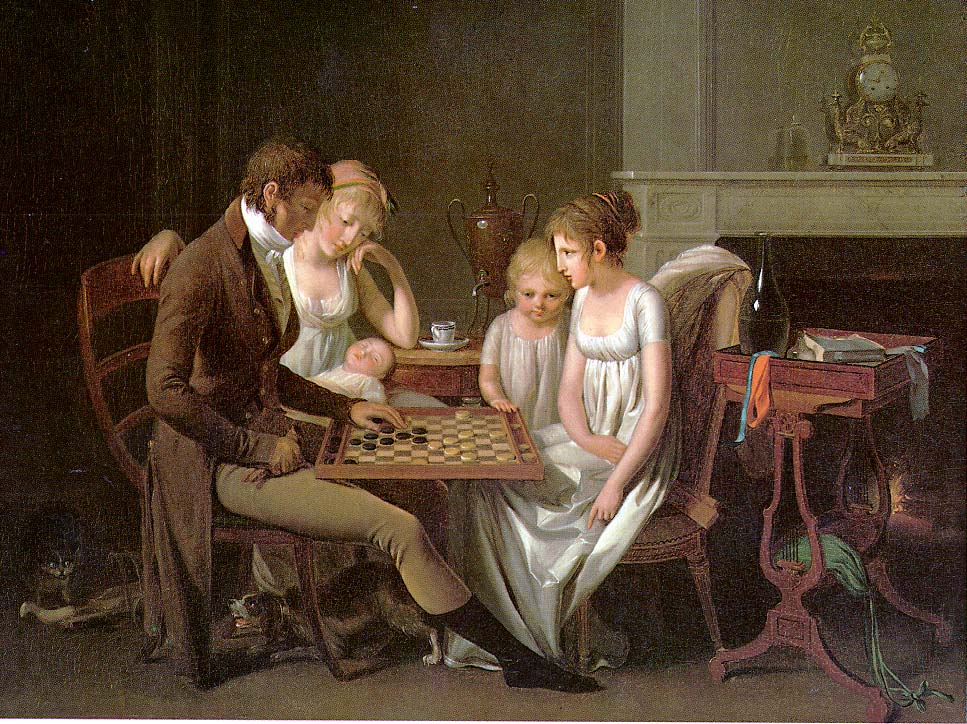
Луї Леопольд Бойль «Гра в шашки» (бл. 1803)

Титул чемпіонки світу 2023 з міжнародних шашок (основна програма) на міжнародних змаганнях у місті Віллемстаді (Кюрасао) здобула одеситка Вікторія Мотрічко. В ході змагань за титул змагалися 16 спортсменок з різних країн світу. Вікторія Мотрічко провела 15 партій, перемогла у восьми з них, а сім закінчила внічию. Таким чином, вона не програла жодного протистояння. У підсумку одеситка стала одинадцятою чемпіонкою світу за всю історію проведення змагань (з 1973 року). Друге місце посіла також колишня українка Дарія Ткаченко (виступає під прапором Всесвітньої федерації шашок), яка була останньою українською чемпіонкою світу у «класиці» (востаннє вигравала турнір у 2011 році). Бронзу здобула ще одна українка — Олена Коротка. Що є цікавим, що Олена Коротка так само, як і Вікторія Мотрічко, не програла жодної партії (чотири перемоги та одинадцять нічиїх).

### Бразильські шашки
Граються на дошці 8х8 по 12 шашок з кожного боку за міжнародними правилами.

### Англійські шашки (чекерс)
Чекерс — англійський варіант шашок. Дошка 8х8, по 12 шашок у кожного гравця на початку гри. Першими ходять чорні. Шашка не може бити назад, а дамка переміщається тільки на одне поле, але як уперед, так і назад.

### Канадські шашки
Граються на дошці 12х12 за правилами, що близькі до правил міжнародних шашок.

### Пул (Pool Checkers)
Популярний у США варіант гри. Правила близькі до міжнародних, але гра ведеться на дошці 8х8, по 12 шашок з кожного боку і не вимагається бити максимальну кількість шашок.

### Піддавки
Правила гри аналогічні міжнародним, поле може бути як 12х12 так і 8х8, єдине, що ціль гри зворотна звичайним шашкам — гравець має втратити всі свої шашки. Тобто виграє в цій грі той, хто програє за правилами звичайних шашок.

### Інші варіанти
Також існує ще багато варіантів шашок, зокрема майже на кожні вищеназвані правила існують варіанти з аналогічними правилами, відмінністю яких є те, що дошка розгорнута відносно свого класичного положення на 90 градусів.

### Міжнародні шашки
- Куперман Исер Иосифович. Шашки на стоклеточной доске. — Киев : «Здоров'я», 1967. — 208 с. — 15 000 прим. (рос.)
- Куперман Ісер Йосипович. Школа шашкових комбінацій. — Київ : «Веселка», 1973. — 180 с. — 30 000 прим.
- Шаус Яков Лейбович. Школа игры в международные шашки. — Москва : «Физкультура и спорт», 1981. — 128 с. — 75 000 прим. (рос.)
- Безвершенко Олексій Петрович. Тактика гри в міжнародні шашки. — Київ : «Здоров'я», 1982. — 128 с. — 50 000 прим.
- Комбинации в международных шашках / Булат Вадим Эдуардович, Свизинский Валерий Иванович, Хацкевич Геннадий Ильич. — Минск : «Полымя», 1984. — 176 с. — 50 000 прим. (рос.)
- Агафонов Владимир Петрович. Комбинация. Международные шашки. — Москва : «Физкультура и спорт», 1984. — 224 с. — 100 000 прим. (рос.)
- Полянская Наталия Викторовна. Кудесницы шашек. — Мосвка : «Физкультура и спорт», 1988. — 192 с. — 50 000 прим. — ISBN 5-278-00045-7.(рос.)